# Chytodesmus laqueatus
Chytodesmus laqueatus är en mångfotingart som först beskrevs av Karsch 1880.  Chytodesmus laqueatus ingår i släktet Chytodesmus och familjen fingerdubbelfotingar. Inga underarter finns listade i Catalogue of Life.